# Berlinghiero Berlinghieri
Berlinghiero Berlinghieri, também conhecido por Berlinghiero de Lucca, foi um pintor italiano do começo do século XIII. Era pai dos pintores Barone Berlinghieri, Bonaventura Berlinghieri e Marco Berlinghieri.
Seguia a arte românica com influências da arte bizantina. É considerado um dos principais artistas da arte da Toscana do período. Suas obras podems er encontradas no San Matteo National Museum, em Pisa; no Museo nazionale di Villa Guinigi, em Lucca; no North Carolina Museum of Art, em Raleigh (Carolina do Norte), no Cleveland Museum of Art e no Metropolitan Museum of Art, em Nova York.